# Knipowitschia panizzae
Knipowitschia panizzae é uma espécie de peixe da família Gobiidae. 
Pode ser encontrada nos seguintes países: Albânia, Bósnia e Herzegovina, Grécia e Itália.
Os seus habitats naturais são rios, lagos de água doce e lagoas costeiras de água salgada. 